# Petite île de Saint-Simon
La Petite île de Saint-Simon, Little St. Simons Island en anglais, est une île de l'archipel des Sea Islands, sur la côte atlantique des États-Unis d'Amérique. Île de Géorgie relevant administrativement du comté de Glynn, elle fait partie des Golden Isles de Géorgie.